# Murat Boz
Murat Boz (Zonguldak, 7 marzo 1980) è un cantante e attore turco.

## Biografia
Il 21 luglio 2006 pubblica il suo primo Extended Play di debutto Aşkı Bulamam Ben, mentre il 10 febbraio 2007 viene pubblicato il primo album Maximum da cui vengono estratti i singoli Aşkı Bulamam Ben, Maximum e Püf; tutti e tre i singoli vengono corredati di videoclip.
Il 24 febbraio 2008 viene pubblicato il secondo album Şans, da cui vengono estratti ben 7 singoli. Il 22 luglio dello stesso anno viene pubblicato il secondo EP Uçurum.
Dal 2011 è inoltre giudice/allenatore di The Voice edizione turca. Sempre nel 2011, il 5 maggio, viene pubblicato il terzo album Aşklarım Büyük Benden; dei vari singoli pubblicati si ricorda in particolare Hayat Öpücüğü di cui è stato realizzato anche un video musicale, pubblicato il 27 maggio 2011, con la partecipazione di Andrea Lehotská.

### Vita personale
Dal 2016 è in una relazione con l'attrice Aslı Enver, conosciuta un anno prima durante le riprese del fim Kardeşim Benim.

## Discografia

### Album
- 2007 - Maximum
- 2008 - Şans
- 2011 - Aşklarım Büyük Benden

### EP
- 2006 - Aşkı Bulamam Ben
- 2008 - Uçurum